# Dürrüaden Kadın
Hatice Dürrüaden Kadınefendi (en turco otomano: دري عدن الجنس, "cielo brillante", 10 de diciembre de 1867 - 17 de octubre de 1909) fue la esposa del sultán Mehmed V del Imperio Otomano.

## Vida
Dürrüaden nació el 10 de diciembre de 1867 en Sochi y era hija de Mustafa Bey Voçibe. Su verdadero nombre es Hatice Hanim Voçibe. Tenía dos hermanos, Murat Bey y Aziz Bey. Su sobrina, Seniye Insirah Hanimefendi, era hija de su hermano, Aziz Bey y esposa del último sultán, Mehmed VI.
Su familia fue a Estambul por las atrocidades rusas. A los tres o cuatro años fue entregado a palacio. Al ingresar a la corte imperial, Mehmed rápidamente se dio cuenta de Dürrüaden, y el 10 de octubre de 1876 se casaron en el Palacio de Valihad.
Dos años después del matrimonio en 1878, dio a luz a su único hijo, Şehzade Mahmud Necmeddin. El Şehzade Mahmud Necmeddin nació con cifosis y tampoco podía caminar. Así que nunca se casó. Debido a la enfermedad de su hijo, Dürrüaden se molestó mucho. Había contraído tuberculosis. En 1909, el sultán Mehmed V también contrajo tuberculosis.
Dürrüaden murió el 17 de octubre de 1909 en el Palacio de Valihad a la edad de 41 años. Está enterrada en el cementerio de Eyup en Estambul.